# Notasteron lawlessi
Notasteron lawlessi är en spindelart som beskrevs av Baehr 2005. Notasteron lawlessi ingår i släktet Notasteron och familjen Zodariidae. Inga underarter finns listade i Catalogue of Life.